# 泉州站
泉州站位于中华人民共和国福建省泉州市丰泽区北峰街道霞美村与南安市丰州镇西华村交界处，是福厦铁路的主要客运站之一，由南昌局集团漳州车务段管辖，于2010年4月26日正式投入使用。本站开通运营后，原漳泉肖线泉州站改称泉州东站，为区别两者，当地俗称新泉州站为动车站，附近公交车站被泉州市交通委命名为福厦铁路泉州站。

## 历史
- 车站开通于2010年4月26日
- 2022年12月30日，兴泉铁路正式接入泉州站，形成泉州站高速场+普速场的形态。

## 车站结构
泉州站站房建筑面积2.8万平方米，站房纵向分为广场层、高架层和站台层三层，建筑总高度近40米，共设5个站台。

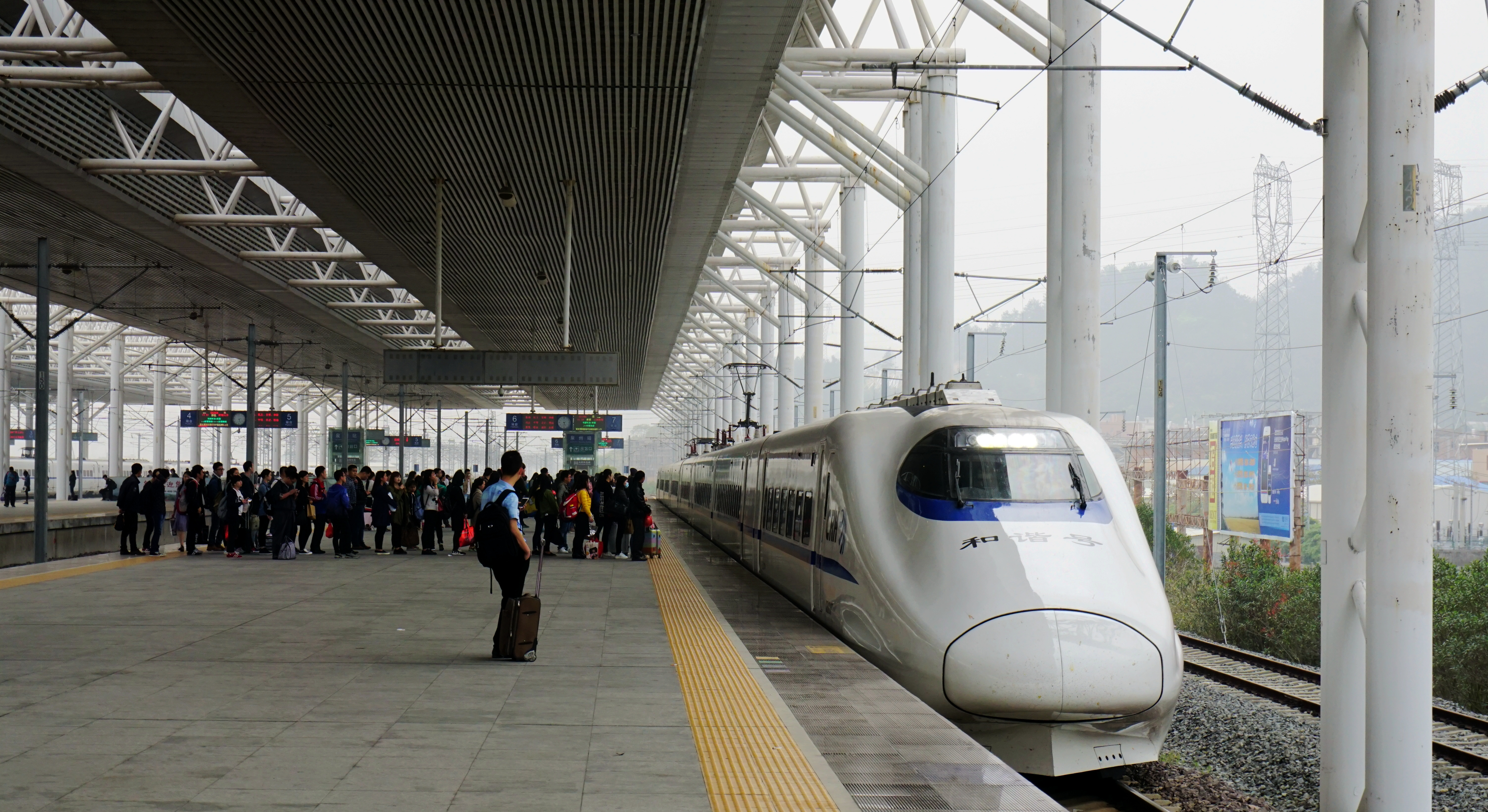
进入泉州站7站台的CRH2A-2178

| 地上 三楼 | 候车室、站台层 | 三楼候车室 6、7号候车区 |
| 地上 三楼 | 侧式站台       |                         |
| 地上 三楼 | 1站台          | 到发线                  |
| 地上 三楼 | 2站台          | 到发线                  |
| 地上 三楼 | 岛式站台       |                         |
| 地上 三楼 | 3站台          | 到发线                  |
| 地上 三楼 | 通过线         | 福厦铁路下行线          |
| 地上 三楼 | 通过线         | 福厦铁路上行线          |
| 地上 三楼 | 4站台          | 到发线                  |
| 地上 三楼 | 岛式站台       |                         |
| 地上 三楼 | 5站台          | 到发线                  |
| 地上 三楼 | 6站台          | 到发线                  |
| 地上 三楼 | 岛式站台       |                         |
| 地上 三楼 | 7站台          | 到发线                  |
| 地上 三楼 | 8站台          | 到发线（兴泉铁路）      |
| 地上 三楼 | 岛式站台       |                         |
| 地上 三楼 | 9站台          | 到发线（兴泉铁路）      |

| 地上 二楼 | 候车室 | 进站口、二楼候车室、1-5号候车区 自助取票区、人行地道、商店 |

| 地上 一楼 | 联外区 | 出站口、售票处、商店 通往火车站综合交通枢纽 |

## 配套设施

### 公交/客运临时停靠点
新泉州站最初开通运营时，公交始发于出站匝道东侧、客运始发为西侧。但由于人车分离不全，造成遭遇节假日等大客流时段，停靠点秩序极为混乱。2016年4月，应泉州市政府的要求，丰泽区、北峰街道办开始对该临时停靠点进行整治。整治后，公交始发终到亦迁往客运所在的出站匝道西侧，原有公交始发区以不锈钢栅栏进行封闭。2019年1月，新交通枢纽投入使用，所有公交、客运班车转移至该枢纽停靠

### 综合枢纽
泉州火车站综合交通枢纽位于车站西南侧，位于站前东西大道和普贤路交汇中间地带，总用地面积约26.03万㎡。但受制于该站数次在设计、规划方面等的变动，开工日期由2012年12月几经延迟至2016年第四季度开工，并于2019年1月投入使用。目前已接入市内公交、出租车、长短途客运等交通方式，并远期预留地铁1号线、3号线和有轨电车等公共交通的站台建设用地。
- 泉州站站台
- 泉州站二层候车室
- 泉州站地下通道
- 统型CRH2A动车组列车驶入泉州站
- 泉州站综合交通枢纽

## 注意事项
泉州站2层出发层停靠时间限时8分钟，自进站匝道拍照起至出站匝道第二次拍照为止。超时将会处以罚150元扣3分的处罚。同时节假日、周末等高峰期以泉州汽车北站（火车站综合枢纽）为始发终到的客运班线将会出现因转乘客运乘客众多，而出现运能不足排长队的现象。